# Susanne Lothar
Susanne Lothar (Hamburg, 15 november 1960 – Berlijn, 21 juli 2012) was een Duits actrice. Ze werd bekend als vertolkster van moeilijke en gebroken personages op het theaterpodium en in film en televisie. 
Susanne Lothar was getrouwd met acteur Ulrich Mühe van 1997 tot zijn dood in 2007. Samen hadden ze twee kinderen. Ze was de dochter van de acteur Hanns Lothar en actrice Ingrid Andree en was de halfzuster van acteur Marcel Werner. Ze was de stiefmoeder van actrice Anna Maria Mühe. Daarnaast was Susanne Lothar de nicht van de acteurs Horst Michael Neutze en Günther Neutze.

## Biografie

### Theater
Lothar volgde een acteeropleiding aan de Hamburgse Universiteit voor Muziek en Theater, maar stopte na drie semesters en ging als stagiaire naar het Thalia Theater in Hamburg. Daar debuteerde ze in 1980 onder leiding van Benjamin Korn als de studente Hermine Seitz in Fegefeuer in Ingolstadt van Marieluise Fleißer; in 1981 volgde, opnieuw onder leiding van Korn, een rol als Recha in Nathan der Weise. Voor deze twee voorstellingen ontving ze voor het eerst de Boy Gobert Prijs.
Aan het begin van het seizoen 1982/83 ging Lothar naar het Schauspielhaus Köln, waar ze Cordelia speelde in King Lear (1982) en Gretchen in Faust (1983) onder leiding van Jürgen Flimm. Ze was in 1983 ook te zien als M in Botho Strauß' toneelstuk Kalldewey, Farce samen met haar moeder Ingrid Andree. In 1985 keerde ze terug naar het Thalia Theater in Hamburg om Viola te spelen in Was ihr wollt onder regie van Jaroslav Chundela.
In 1986 verzorgde ze gastoptredens in het Burgtheater en het Staatsschauspiel Stuttgart. In Wenen kreeg ze in 1986 de Kainz-medaille voor haar rol als Klara Hühnerwadel in het toneelstuk Musik van Frank Wedekind. In Stuttgart verscheen ze in 1986 als May in Sam Shepard's toneelstuk Liebestoll (met Ulrich Tukur als haar partner) en, onder leiding van Jossi Wieler, als Marie in Woyzeck (met Stephan Bissmeier in de titelrol). In het seizoen 1986/87 vertolkte ze de rol van de rockerbruid in de musical Andi in het Deutsches Schauspielhaus in Hamburg onder leiding van Peter Zadek. Ze werd vooral bekend door de titelrol van Lulu in Zadeks productie van 1988 in het Deutsches Schauspielhaus. Lulu wordt beschouwd als Lothars grootste toneelsucces. Voor die vertolking, waarin Lothar deels naakt verscheen, werd ze in 1988 door het theatermagazine Theater heute uitgeroepen tot 'Schauspielerin des Jahres'.
In 1990 en 1991 speelde ze de titelrol in Franz Grillparzer's toneelstuk Die Jüdin von Toledo op de Salzburger Festspiele; haar partner als koning Alfonso van Castilië was Ulrich Mühe.
Ze maakte ook indruk op critici en publiek als Sonja in Yasmina Reza's komedie Drei Mal Leben in het Burgtheater Wenen (2000; regie: Luc Bondy) en, eveneens onder regie van Luc Bondy, als de doktersvrouw Corinne in Martin Crimp's toneelstuk Auf dem Land in het Schauspielhaus Zürich (2001). In 2002 was ze te zien in het Deutsches Theater Berlin als Yvette in Brechts Mother Courage and Her Children, opnieuw onder regie van Peter Zadek. In 2004 vertolkte ze de rol van Blanche du Bois in Endstation Sehnsucht in het Schauspielhaus Zürich onder regie van Burkhard C. Kosminski. In 2006 was Susanne Lothar te zien als Christine/Klytämnestra in Eugene O'Neill's toneelstuk Trauer muss Elektra tragen in een productie van Thomas Ostermeier in de Schaubühne Berlin.

### Film en televisie
Haar eerste filmrol als de bedrieglijke dochter Marga Schroth in Eisenhans, geregisseerd door Tankred Dorst, leverde Susanne Lothar in 1983 de federale filmprijs op. Ze hervatte haar filmcarrière pas aan het begin van de jaren 1990. In de vroege avondmisdaadserie Der Fahnder verscheen ze als Gina in de aflevering Romeo, die voor het eerst werd uitgezonden in oktober 1990. In hetzelfde jaar speelde ze de vrouwelijke hoofdrol van Lena Haas in Der Berg van Markus Imhoof, gebaseerd op het waargebeurde drama van de dubbele moord op het weermanechtpaar Heinrich en Lena Haas op de Säntis in 1922. In 1993 ontving ze de Gouden Gong voor haar vertolking van Vera Meerholtz in de tweedelige televisiefilm Das tödliche Auge samen met Ulrich Mühe.
Susanne Lothar speelde verschillende hoofdrollen in de televisieserie Tatort. In Tatort: Himmel und Erde (eerste uitzending: november 1993) speelde ze Nina, een Servische vrouw die deel uitmaakt van een crimineel trio dat de sleutels van flats van oudere alleenstaande vrouwen steelt en ze laat kopiëren; in Tatort: Traumhaus (eerste uitzending: mei 1999) was ze Hanna Hebbel, de vrouw van farmaceutisch vertegenwoordiger Friedel Hebbel (gespeeld door Ulrich Mühe), die ontslagen werd wegens een daling van de bestellingen; in Tatort: Der Teufel vom Berg (eerste uitzending: augustus 2005) Andrea Hochreiter, de vrouw van de schilder Georg Hochreiter ('de duivel van de berg'), in Tatort: Das Ende des Schweigens (eerste uitzending: februari 2007) Cora Rohwedder, de moeder van de vermiste Silke Rohwedder en in Tatort: Der glückliche Tod (eerste uitzending: oktober 2008) Katja Frege, wier dochter Julia Frege aan taaislijmziekte lijdt en uiteindelijk aan de stofwisselingsziekte overlijdt.
In 1997 werkte ze voor het eerst samen met de Oostenrijkse filmregisseur Michael Haneke. Susanne Lothar maakte vier films onder zijn regie: ze verscheen als slachtoffer van geweld in de thriller Funny Games (1997), speelde de rol van Frieda in Das Schloß (1997), speelde de hoofdrol in Die Klavierspielerin (2001), gebaseerd op de roman van Elfriede Jelinek, en in het meermaals bekroonde drama Das weiße Band - Eine deutsche Kindergeschichte (2009).
Daarna volgden tot 1999 talrijke rollen in film en televisie, zoals Edgar Reitz' Die zweite Heimat - Chronik einer Jugend en Peter Vogels filmdrama Einfach raus.
Vanaf 2000 verscheen Susanne Lothar in nog meer film- en televisieproducties. In de televisiefilm Vom Küssen und vom Fliegen van Hartmut Schoen speelde ze de rol van Petra Maier. In de zakelijke thriller Die achte Todsünde van Peter Patzak: Toskana-Karussell vertolkte ze de hoofdrol van Marion Hansen, die werkzaam is bij het Europees Bureau voor fraudebestrijding. In de episodische film Die Österreichische Methode was ze te zien naast Michael Abendroth in de rol van Carmen Fischer. Naast Sandra Hüller, Luisa Sappelt en Gerti Drassl speelde ze de rol van Isabella onder regie van Maria Speth. In de verfilming van de Heinz Strunk roman Fleisch ist mein Gemüse (2008), speelde ze de moeder van Heinz Strunk (Maxim Mehmet). Ze speelde de rol van Carla Berg in de Duits-Amerikaanse film The Reader (2008).
In het filmdrama Nemesis, dat in 2010 in première ging, vertolkte Lothar de rol van Claire, voor de laatste keer aan de zijde van haar echtgenoot Ulrich Mühe. In de ARD-televisiefilm Bloch: Inschallah was ze te zien in de rol van Daniela Sonnenberg, die te maken krijgt met de afwijzing van haar dochter Dalia Feisal (Aylin Tezel). In de speelfilm Wer wenn nicht wir (2011) speelde ze Ilse Ensslin, de vrouw van dominee Helmut Ensslin (gespeeld door Michael Wittenborn). In hetzelfde jaar speelde ze Stefania Limanowska in het Holocaust-filmdrama Die verlorene Zeit (2011).
In april 2012 was Susanne Lothar te zien als komkommerkoningin Luise König in de tv-misdaadthriller Die Gurkenkönigin in de serie Polizeiruf 110. In de speelfilm Staub auf unseren Herzen van Hanna Doose speelde ze de hoofdrol naast Stephanie Stremler. De verfilming van de roman Anna Karenina, waarin ze prinses Sjtsjerbatski speelde in een bijrol, werd in december 2012 uitgebracht in de Duitse bioscopen.

### Hoorspelwerken
Susanne Lothar werkte ook als hoorspelspreekster. In het kader van de 'lievelingssprookjes van de Duitsers' (Patmos Verlag) vertolkte ze de vrouwelijke titelrol in de hoorspelen Brüderchen und Schwesterchen en Jorinde und Joringel van de gebroeders Grimm, waarbij Ulrich Mühe de mannelijke titelrol voor zijn rekening nam. In 2004 speelde ze Jacqueline Coverdale in het hoorspel Ruth Rendell's Blutschrift. In de hoorspelserie Die drei ??? sprak ze Shawne Davison in de 131e aflevering Haus des Schreckens (2009). In 2010 nam ze een van de spreekrollen voor haar rekening in het hoorspel bij de debuutroman Das Geisterhaus van de Chileense schrijfster Isabel Allende. Deutschlandfunk zond haar laatste hoorspel postuum uit op 13 oktober 2012 in het bekroonde hoorspel Oops, wrong planet! (DLF/WDR 2012; regie: Walter Adler), dat gaat over de problemen van autisten die aan een universiteit studeren.

### Privéleven en overlijden
Susanne Lothar was vanaf 1997 getrouwd met de acteur Ulrich Mühe (1953-2007), met wie ze in 1990/1991 aan de Salzburger Festspiele had deelgenomen, en was daardoor stiefmoeder van Andreas (* 1979), Konrad (* 1982) en Anna Maria Mühe (* 1985). Ze woonde met haar man en hun twee kinderen in Berlijn tot aan zijn dood.
Het overlijden van Susanne Lothar werd op 25 juli 2012 aangekondigd door de advocaat van de familie. Er werden geen officiële details gegeven over de doodsoorzaak. Ze overleed een dag voor de vijfde verjaardag van de dood van haar man Ulrich Mühe op 51-jarige leeftijd. Haar as werd uitgestrooid in zee voor de kust van Noord-Duitsland.

## Werken (selectie)

### Filmografie
- 1983: Eisenhans
- 1990: Winckelmanns Reisen
- 1991: Die Jüdin von Toledo
- 1991: Lulu
- 1992: Den demokratiske terroristen
- 1992: Der Berg
- 1993: L'ispettore Sarti
- 1996: Engelchen
- 1996: Der Sohn des Babymachers
- 1997: Blutige Scheidung
- 1997: Funny Games
- 1997: Die Stunden vor dem Morgengrauen
- 1997: Hollister
- 2001: Turnverein
- 2001: To Have and to Hold
- 2001: La Pianiste
- 2001: Dreimal Leben
- 2002: Amen.
- 2002: Der Stellvertreter
- 2003: Mutter Courage und ihre Kinder
- 2003: Hamlet_X
- 2005: Unter dem Eis
- 2005: Schneeland
- 2006: Die Österreichische Methode
- 2007: Verwehte
- 2007: Madonnen
- 2008: The Reader
- 2008: Morgen räum' ich auf
- 2008: Fleisch ist mein Gemüse
- 2009: Das weiße Band
- 2010: Die kommenden Tage
- 2010: Rausch
- 2010: Nemesis
- 2011: Die verlorene Zeit
- 2011: Wer wenn nicht wir
- 2012: Anna Karenina
- 2012: Staub auf unseren Herzen
- 2012: Blutsbrüder teilen alles

### Televisieseries
- 1990: Der Fahnder
- 1990: Das Geheimnis des gelben Geparden
- 1993: Tatort - Himmel und Erde
- 1993: Die zweite Heimat - Chronik einer Jugend (2 afleveringen)
- 1993: Il giovane Mussolini
- 1996: Das tödliche Auge
- 1994: Ärzte
- 1995: Geschäfte
- 1995: Schnellschuß
- 1997: Frauen morden leichter
- 1997: Das Schloß
- 1999: Tatort - Traumhaus
- 1999: Einfach raus
- 1999: Der Mörder meiner Mutter
- 2000: Die blauen und die grauen Tage
- 2000: Bonhoeffer: Agent of Grace
- 2000: Vom Küssen und vom Fliegen
- 2001: Anwalt Abel
- 2001: Abschied in den Tod
- 2002: Die 8. Todsünde: Das Toskana-Karussell
- 2002: Der letzte Zeuge - Der heilige Krieg
- 2004: Der letzte Zeuge - Sandkastenliebe
- 2005: Tatort - Der Teufel vom Berg
- 2007: Tatort - Das Ende des Schweigens
- 2007: Der letzte Zeuge - Sieg im Blut
- 2008: Tatort - Der glückliche Tod
- 2008: Und ewig schweigen die Männer
- 2009: Kommissar Stolberg - Am Tag danach
- 2009: SOKO 5113 - Zwei Frauen und ein Mord
- 2009: Ein Fall für zwei - Kalte Wut
- 2009: Der Tiger oder Was Frauen lieben!
- 2010: Der Alte - Oder du stirbst
- 2010: Agatha Christie's Poirot - Mord im Orient-Express
- 2010: Das Duo
- 2010: Morgen musst Du sterben
- 2010: Die Auflehnung
- 2010: Der Kriminalist - Getauschtes Leben (seizoen 4, aflevering 6)
- 2011: Bloch
- 2011: Dittsche - Heimspiel
- 2012: Die letzte Spur - Terrorist
- 2012: Polizeiruf 110 - Die Gurkenkönigin

### Theaterstukken
- 1980: Fegefeuer in Ingolstadt. Regie: Benjamin Korn, Thalia Theater Hamburg
- 1981: Nathan der Weise. Regie: Benjamin Korn, Thalia Theater Hamburg
- 1982: King Lear. Regie: Jürgen Flimm, Schauspielhaus Köln
- 1983: Faust. Regie: Jürgen Flimm, Schauspielhaus Köln
- 1985: Musik. Regie: Dieter Giesing, Burgtheater Wien und Deutsches Schauspielhaus Hamburg
- 1986: Liebestoll. Regie: Arie Singer, Staatsschauspiel Stuttgart
- 1986: Andi. Regie: Peter Zadek, Schauspielhaus Hamburg
- 1987: Edmond. Regie: Dieter Giesing, Schauspielhaus Hamburg
- 1988–1992: Lulu. Regie: Peter Zadek, Schauspielhaus Hamburg
- 1989: Henceforward. Regie: Peter Zadek, Theater am Kurfürstendamm Berlin
- 1990: Die Jüdin von Toledo. Rolle: Rachel, Regie: Thomas Langhoff, Salzburger Festspiele
- 1993: Oleanna. Rolle: Carol, Regie: Dieter Giesing, Akademietheater Wien (zusammen mit Ulrich Mühe)
- 1998: Gesäubert. Regie: Peter Zadek, Hamburger Kammerspiele
- 2000: Drei Mal Leben. Regie: Luc Bondy, Burgtheater Wien
- 2001: Auf dem Land. Regie: Luc Bondy, Schauspielhaus Zürich/Berliner Ensemble
- 2002: Mutter Courage. Regie: Peter Zadek, Deutsches Theater Berlin
- 2003: Endstation Sehnsucht. Regie: Burkhard Kosminski, Schauspielhaus Frankfurt
- 2006: Trauer muss Elektra tragen. Regie: Thomas Ostermeier, Schaubühne am Lehniner Platz Berlin

### Hoorspelen
- 1998: Michael Köhlmeier: Mein privates Glück – Regie: Robert Matejka (NDR/DLR Berlin/ORF)
- 2009: André Minninger: TKKG: Advent mit Knall-Effekt – Regie: Heikedine Körting (aflevering 165, als Yvonne Habicht)

### Documentairefilm
- 2010: Susanne Lothar – Mein Leben. Geschreven en geregisseerd door: Claudia Müller